# Мировой бокс
Мировой бокс (англ. World Boxing), сокращённо WB) — международная спортивная организация, регулирующая любительский бокс.
Создана в ответ на разрыв отношений между МОК и IBA (бывшая AIBA). Своей целью называют сохранение бокса как олимпийского вида спорта.

## История
В июне 2019 года МОК проголосовал за приостановление признания AIBA (нынешняя IBA) в качестве руководящего органа любительского бокса, лишив AIBA любого участия в Олимпийских играх 2020. В качестве причины названы проблемы с финансами и управлением.
В декабре 2020 года президентом AIBA избран россиянин Умар Кремлёв. В апреле 2021 года руководство AIBA подписало соглашение о сотрудничестве с российской энергетической компанией «Газпром». В феврале 2022 года на сессии МОК была объявлена предварительная программа соревнований Олимпиады 2028. Бокс в неё включён не был. В мае 2022 года МОК заявил, что у него есть опасения по поводу управления, честности судей и финансовой устойчивости IBA.
На фоне российского вторжения на Украину в 2022 году 18 национальных федераций бокса сформировали консорциум, известный как «Альянс общего дела» (Common Cause Alliance, сокр. CCA). CCA призвал к большей прозрачности финансов в боксе (включая вышеупомянутое соглашение с «Газпромом»), критиковал позицию IBA в отношении вторжения России на Украину (российские и белорусские боксёры допущены до соревнований IBA, причём под своими флагами) и призывал к принятию более жёстких мер против Федерации бокса России. В IBA заявили, что не могут расторгнуть контракт с «Газпромом».
В апреле 2023 года, в качестве конкурента IBA, была создана организация «World Boxing». В её состав вошли 6 стран: США, Великобритания, Германия, Нидерланды, Швеция и Филиппины. Также организаторы новой федерации заявили, что национальные федерации могут одновременно входить и в IBA, и в World Boxing. IBA пригрозила санкциями национальным федерациям и спортсменам, которые принимают участие в мероприятиях World Boxing. За нарушение организация готова исключать национальные федерации из членов IBA, а также лишать статуса должностных лиц, вступивших в другую международную боксёрскую ассоциацию.
В июне 2023 года МОК лишил IBA признания, фактически исключив её из своего состава.
В апреле 2024 года МОК заявил, что к началу 2025 года ему необходимо обрести нового партнёра в боксе, в противном случае участие этого вида спорта в летних Олимпийских играх 2028 года окажется под угрозой.
В сентябре 2024 года было объявлено, что казахстанский боксёр Геннадий Головкин возглавит Олимпийскую комиссию World Boxing. Основными целями Олимпийской комиссии будут привлечение новых членов, обеспечение финансовой устойчивости и поддержка процесса признания МОК.
В октябре 2024 года World Boxing согласилась делегировать рассмотрение всех нарушений антидопингового законодательства Антидопинговому отделу Спортивного арбитражного суда (CAS AAD).
В феврале 2025 года Исполнительный совет МОК предоставил WB временное признание в качестве международной федерации в рамках Олимпийского движения, управляющей боксом на мировом уровне.
В марте 2025 года, на сессии МОК, было объявлено, что бокс будет включён в программу Олимпиады 2028.

## Соревнования

### Чемпионат мира
В сентябре 2024 года было объявлено, что первый чемпионат мира пройдёт с 4 по 14 сентября 2025 года в Ливерпуле (Англия).

### Чемпионат мира (до 19 лет)
Первый чемпионат мира среди юношей и девушек до 19 лет прошёл с 26 октября по 2 ноября 2024 года в Пуэбло (Колорадо, США).

## Состав организации

### Азия
- Афганистан[40]
- Бутан[41]
- Гонконг[40]
- Израиль[42]
- Индия[43]
- Индонезия[44]
- Иордания[45]
- Ирак[46]
- Иран[47]
- Казахстан[48]
- Камбоджа[45]
- Китай[49]
- Кыргызстан[46]
- Лаос[48]
- Ливан[40]
- Макао[40]
- Малайзия[47]
- Монголия[46][50]
- Мьянма[45]
- Непал[47]
- ОАЭ[40]
- Пакистан[41][46]
- Палестина[45]
- Республика Корея[46][51]
- Саудовская Аравия[40]
- Сингапур[46][52]
- Сирия[53]
- Таиланд[46]
- Тайвань[41]
- Туркменистан[47]
- Узбекистан[48]
- Филиппины[17][46][50]
- Япония[46]

### Америка
- Аргентина[50]
- Багамские Острова[54]
- Барбадос[52]
- Бермуды[51]
- Боливия[42]
- Бразилия[50]
- Венесуэла[40]
- Виргинские Острова (США)[50]
- Гаити[42]
- Гватемала[48]
- Гондурас[50]
- Гренада[55]
- Доминиканская республика[45]
- Доминика[52]
- Каймановы Острова[51]
- Канада[50]
- Колумбия[40]
- Куба[40]
- Мексика[40]
- Панама[50]
- Перу[52]
- Сальвадор[42]
- Суринам[50]
- США[17][50]
- Тринидад и Тобаго[44]
- Чили[40]
- Эквадор[41]
- Ямайка[50]

### Африка
- Алжир[46]
- Гамбия[55]
- Гана[54]
- Египет[55]
- Маврикий[40]
- Мадагаскар[46]
- Малави[53]
- Нигерия[46][50]
- Сомали[42]
- Судан[49]
- Сьерра-Леоне[54]
- Уганда[40]
- ЦАР[42]

### Европа
- Австрия[40]
- Албания[54]
- Англия[46][50]
- Андорра[45]
- Азербайджан[40]
- Бельгия[46]
- Болгария[54]
- Босния и Герцеговина[44]
- Великобритания[46][50]
- Венгрия[53]
- Германия[17][50]
- Греция[49]
- Грузия[44]
- Дания[50]
- Ирландия[40]
- Исландия[50]
- Испания[40]
- Италия[51]
- Косово[53]
- Литва[46]
- Нидерланды[17][50]
- Норвегия[50]
- Польша[47]
- [[Румыния][44]
- Словакия[49]
- Турция[49]
- Уэльс[17][50]
- Финляндия[50]
- Франция[47]
- Хорватия[47]
- Черногория[49]
- Чехия[50]
- Швейцария[53]
- Швеция[17][50]
- Шотландия[17][50]
- Эстония[53]

### Океания
- Австралия[50]
- Кирибати[55]
- Микронезия[42]
- Новая Зеландия[50]
- Самоа[47]
- Тувалу
- Фиджи[41]
- Французская Полинезия[50]

## Президенты
- Борис ван дер Ворст (2023—н. в.).